# Liste der Kulturdenkmäler in Liesenich
In der Liste der Kulturdenkmäler in Liesenich sind alle Kulturdenkmäler der rheinland-pfälzischen Ortsgemeinde Liesenich aufgeführt. Grundlage ist die Denkmalliste des Landes Rheinland-Pfalz (Stand: 21. September 2023).

## Einzeldenkmäler
| Bezeichnung                       | Lage                | Baujahr                   | Beschreibung | Bild |
| --------------------------------- | ------------------- | ------------------------- | --- | ---- |
| Katholische Kapelle St. Katharina | Hauptstraße Lage    | gegen 1500                | Saalbau, gegen 1500, bezeichnet 1731 (Renovierung), Westturm wohl romanisch, barocke Haube, bezeichnet 1731; Grabkreuz, 1811; Gesamtanlage mit Friedhof | BW   |
| Quereinhaus                       | Hauptstraße 12 Lage | Ende des 19. Jahrhunderts | Quereinhaus; Fachwerkbau, teilweise massiv, Ende des 19. Jahrhunderts; Gesamtanlage mit Scheune                                                         | BW   |
| Schulhaus                         | Hauptstraße 18 Lage | Ende des 19. Jahrhunderts | ehemalige Schule; Fachwerkbau, Ende des 19. Jahrhunderts (bezeichnet 1838), Erweiterung in den 1920er Jahren                                            | BW   |
| Wohnhaus                          | Hauptstraße 51 Lage | 17. Jahrhundert           | Fachwerkhaus, teilweise massiv oder verschiefert, Krüppelwalmdach, 17. Jahrhundert                                                                      | BW   |
| Quereinhaus                       | Hauptstraße 58 Lage | um 1900                   | Quereinhaus; Fachwerkbau, teilweise massiv oder verschiefert, um 1900                                                                                   | BW   |